# Goldene Himbeere

Das Logo der Razzie Awards

Die Goldene Himbeere (englisch Golden Raspberry Award, kurz Razzie) ist ein erstmals 1981 vergebener Negativ-Filmpreis. Der Razzie wurde als eine Art Anti-Oscar vom Cineasten John J. B. Wilson kreiert und wird in mehreren, teils absurden Kategorien für die jeweils schlechteste Leistung des Filmjahres traditionell am Abend vor der Oscar-Verleihung vergeben. Die materiell annähernd wertlose Sieger-Trophäe besteht aus einer Kunststoffhimbeere, die auf eine Super-8-Filmrolle aus Aluminium geklebt und mit Goldfarbe überzogen ist.
Namensgeber der Auszeichnung ist die englische Redewendung to blow a raspberry im Sinne von „ein Furzgeräusch mit dem Mund erzeugen“ (wörtlich „eine Himbeere blasen“). Diese stammt ursprünglich aus dem Cockney rhyming slang, einer Londoner Varietät des Englischen, in der häufig vorkommende Wörter durch Reimwörter oder -phrasen ersetzt werden. So heißt es dort statt fart („Furz“) raspberry tart („Himbeertörtchen“), was wiederum verkürzt in to blow a raspberry auftaucht. Die Geste gilt als „Ausdruck der Missbilligung oder Verachtung“.
Hinter dem Preis steht die Golden Raspberry Award Foundation (G.R.A.F.), der 2007 mehr als 750 Filmkritiker, Journalisten und Filmschaffende aus 42 US-Staaten und mehr als zwölf Ländern angehörten. Aus Deutschland benennt die Münchner Filmwerkstatt 50 Personen, die an der Abstimmung teilnehmen.

## Jährliche Preisvergabe

### Kategorien
- Schlechtester Film
- Schlechtester Schauspieler
- Schlechteste Schauspielerin
- Schlechteste Filmpaarung
- Schlechtester Nebendarsteller
- Schlechteste Nebendarstellerin

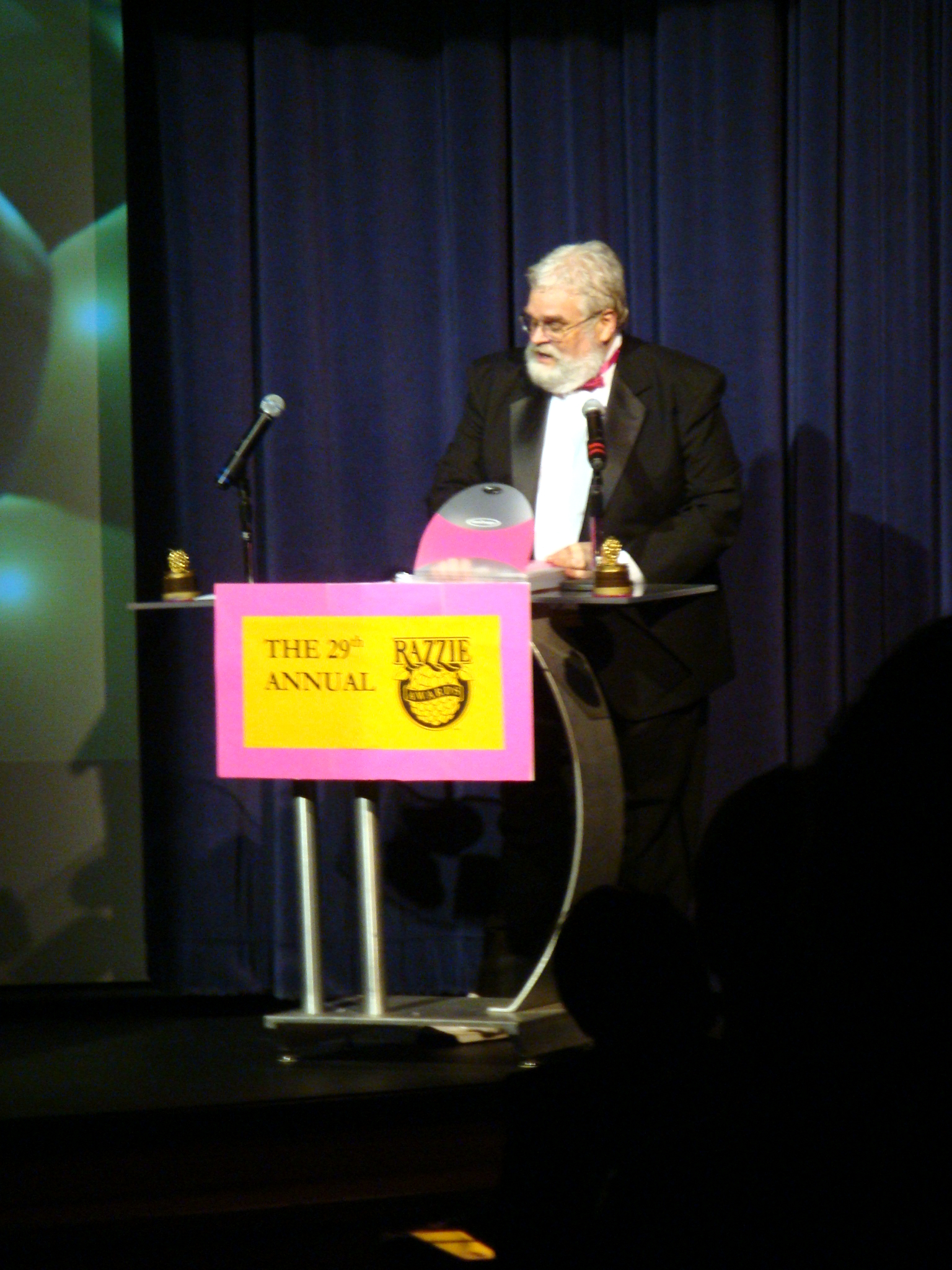
Razzie-Erfinder John B. Wilson bei der 29. Verleihung der Goldenen Himbeere, 2009

- Schlechteste Neuverfilmung oder Fortsetzung (siehe auch: Neuverfilmung, Prequel und Fortsetzung)
- Schlechteste Regie
- Schlechtestes Drehbuch – auch bekannt als der unehrenhafte Joe-Eszterhas-Drehbuchpreis
- Himbeeren-Erlöser-Preis

### Ältere und unregelmäßig erscheinende Kategorien
- Schlechtester Newcomer
- Schlechtester Song
- Schlechteste Filmmusik
- Schlechteste Spezialeffekte

### Aus besonderem Anlass vergebene Kategorien
- Am schlechtesten geschriebene Filme, die mehr als 100 Millionen Dollar einspielten: 1997 – Twister – Michael Crichton & Anne-Marie Martin
- Rücksichtsloseste Missachtung von Menschenleben und öffentlichem Eigentum: 1998 vergeben an Con Air, 2020 vergeben an Rambo: Last Blood
- Schlimmster Filmtrend des Jahres 1998: 58-jährige Hauptdarsteller, die um 28-jährige Hauptdarstellerinnen buhlen
- Meistfurzender Teeniefilm: 2003 vergeben an Jackass: The Movie
- Schlechtester Ersatz für einen echten Film (nur Konzept und kein Inhalt!): 2004 für Ein Kater macht Theater (The Cat-in-the-Hat)[3]
- Nervendste Zielscheibe der Klatschpresse: 2006 vergeben an Tom Cruise, Katie Holmes, Oprah Winfreys Couch, den Eiffelturm und „Toms Baby“
- Schlechteste Neuverfilmung oder billigster Abklatsch: vergeben 2006, 2007, 2023 und 2024.
- Schlechteste Entschuldigung für Familienunterhaltung: 2007 vergeben an Die Chaoscamper
- Schlechtestes Prequel oder Fortsetzung: vergeben 2007, 2008, 2009 und 2014
- Schlechteste Entschuldigung für einen Horrorfilm: 2008 vergeben an Ich weiß, wer mich getötet hat
- Schlechteste Verwendung von 3D in einem Film: 2011 vergeben an Die Legende von Aang
- Special Rotten Tomatoes Award: The Razzie Nominee So Bad You Loved It!: 2018 vergeben an Baywatch

Die Kategorie Schlechteste Performance von Bruce Willis 2021, welcher in diesem Jahr an acht B-Produktionen mitwirkte, wurde im Nachhinein aufgrund des Bekanntwerdens seiner Demenz-Diagnose und dem damit verbundenen Karriereende zurückgezogen.

## Sonderpreisvergaben
Rückblickend auf ein Jahrzehnt, werden an besonders schlechte Filmwerke und Filmschaffende nochmals Goldene Himbeeren verliehen, so geschehen für die 1980er, 1990er und 2000er Jahre. Während der Preisverleihung zur Goldenen Himbeere 2000 wurden für das 20. Jahrhundert die schlechteste Schauspielerin und der schlechteste Schauspieler des Jahrhunderts gekürt. Anlässlich des 25-jährigen Bestehens der Goldenen Himbeere wurden auf der Preisverleihung 2005 Trophäen für das Schlechteste aus 25 Jahren verliehen. Seit 2015 wird der Razzie Redeemer Award („Himbeere der Erlösung“) vergeben. Diesen erhält ein Künstler, der mit der Goldenen Himbeere ausgezeichnet oder dafür nominiert war und der später eine beachtenswerte künstlerische Leistung abgeliefert hat.

## Sonstiges
- Die Gewinner nehmen den Preis nur in den seltensten Fällen persönlich entgegen: Bisher holten unter anderem Tom Green (Freddy Got Fingered), Robert Conrad (Wild Wild West), Showgirls-Regisseur Paul Verhoeven, Halle Berry (Catwoman) und Sandra Bullock (Verrückt nach Steve) ihre Himbeeren ab. Berry hatte bereits in einem Interview kurz vor der Verleihung 2005 angekündigt, sie werde sich ihren Preis auch abholen, wenn sie gewinne. Sie sagte dazu: „Wenn ich eine Himbeere bekomme, gehe ich auf jeden Fall zur Verleihung. Ich finde, wer zu den Oscars geht, sollte auch zu den Razzies kommen.“ In ihrer Rede bei der Verleihung nahm sie sich selbst – in Anspielung auf ihre Dankesrede bei der Oscarverleihung im Jahr 2002 – auf die Schippe.
- Adam Sandlers Film Jack und Jill erhielt 2012 mit zehn Stück die bisher meisten goldenen Himbeeren in der Geschichte des Preises.[6] Der Film gewann zugleich als erster in allen zu vergebenden Kategorien und löste damit den bisherigen Rekordhalter Battlefield Earth ab, der bei der Goldenen Himbeere 2001 sieben von möglichen neun Auszeichnungen erhielt, sowie 2005 und 2010 je einen Spezialpreis.

## Kritik
IndieWire kritisierte, dass die abstimmenden Mitglieder der Golden Raspberry Award Foundation für die Verleihung der Goldenen Himbeere die jeweiligen Filme gar nicht gesehen haben müssen, und bezweifelt deren Neutralität bei Abstimmungen. Das Magazin GQ bezeichnete die Entscheidungen zu den Auszeichnungen als willkürlich und wahllos. Der Daily Telegraph bemängelte unter anderem, dass immer wieder dieselben Personen und Stereotypen mit der Goldenen Himbeere ausgezeichnet werden.